# 思蒙镇 (溆浦县)
思蒙乡，是中华人民共和国湖南省怀化市溆浦县下辖的一个乡镇级行政单位。

## 行政区划
思蒙乡下辖以下地区：
仁里冲村、山坡村、长溪村、白山坨村、花园村、中心村、山河村、黄家庄村、九家溪村、新庄龙村、上虾溪村、下虾溪村、军田湾村和管竹垅村。

## 交通
- 沪昆铁路：思蒙站